# サード・ガール
『サード・ガール』は、西村しのぶによる日本の漫画作品。『COMIC劇画村塾』（スタジオシップ）などで連載された。作者の西村の代表作で、バブル期の神戸市を舞台とした作品である。
『COMIC劇画村塾』1984年4月号に掲載されたデビュー作『D-アウト』と主人公を同じくして、同誌の同年6月号の第1話「右手に美也」より『サード・ガール』と名称を変更し、連載化。神戸というスタイリッシュな舞台設定である。
2007年現在、スタジオシップからのコミック8巻（絶版）、小池書院からの文庫版6巻および「完全版」と銘打ったA5版8巻が刊行されている（詳細は後述）。

## あらすじ
大人の恋愛関係にある工学部生の涼と美也に、中学生の夜梨子が加わり、神戸を舞台に「プラトニックな三角関係」を繰り広げる。やがて涼と美也は同棲を始め、夜梨子は高校、短大と進学しながら淡い恋愛経験を重ねていく。

## 登場人物
神崎川 夜梨子（かんざきがわ よりこ）
主人公。神戸出身で、聖K女学院中等部・高等部・短大とエスカレータ進学。中学時代に大学生の涼にナンパされ、それ以来自称「愛人」として付き合うことになるが、プラトニックな関係を超えることがない。涼との関係を続けつつ、一方で須藤、大沢、そして水野と、同世代の彼氏とも付き合っている。幼稚園の先生を目指し勉強中。身長155センチメートル。3月3日生まれ。単行本6巻までは生年は1970年と明記されていたが、以降、後述する理由によって生年の設定はなくなった。
佐々木 涼（ささき りょう）
国立K大学電子工学科を卒業して建築会社に勤める。大学時代に美也を口説き落とし、卒業とともに事実婚状態になる。浮気性で、美也と恋人同士でありながら頻繁にほかの女性に声をかけるが、女性には尽くすタイプ。東京都出身。愛車は日産・シルビア（S110）。身長180センチメートル。
岸田美也（きしだ みや）
神戸出身で、国立K大学電子工学科を卒業して悪友まりをの経営するブティックに勤務。結婚・出産という既成の人生設計に反発しつつ、家事はまめにこなす。時代劇が好き。身長167センチメートル+ヒール7センチメートル。涼の手帳のメモから読み取れるところでは7月20日生まれ。書評家三宅香帆によれば、「買い物好きのファム・ファタール」、「さすがバブル時代のファム・ファタール」とされる。
大沢 悠也（おおさわ ゆうや）
夜梨子の彼氏。神戸出身で、神戸のR学院から京大に進学。進学後は夜梨子と疎遠になりつつもなんとか関係が続いていたが、そのうち「年上でロングヘアーの京女」にたらし込まれ、京都の下宿で半同棲状態となる。京女の存在は知っていた夜梨子も半同棲状態となっていることまでは知らなかったのだが、連絡なしで「たのこ」とともに二人で下宿に訪れたさいにその情景を目撃したことで破局する。
千年屋（せんねんや）
大沢を夜梨子から奪った「年上でロングヘアーの京女」。大沢の大学の先輩でもある。
久遠寺 まりを（くおんじ まりを）
美也の悪友。神戸・北野でブティック「Marionnette」を経営。資産家の家系で、別荘を数件所有している。
広瀬 和正（ひろせ かずまさ）
歯科医。かつて美也と不倫関係にあった。のちに美也と偶然再会し、デートをするが、美也から提案された「美也とホテルに行くか、美也にアウディをプレゼントするか」の阿弥陀くじに敗れ、アウディの代わりに大量の缶ビールを贈った。
田野 喜美子（たの きみこ）
通称「たのこ」。夜梨子の同級生・親友。社交的な性格で顔が広く、夜梨子に大沢を紹介した。
松井 浩一（まつい こういち）
大沢の同級生・親友で、たのこの彼氏。K大に進学する（直接の接点はないが、涼、美也の後輩となる）。浩二という名前の弟がいる。
水野 和臣（みずの かずおみ）
通称「カズ坊」。K大生。松井・大沢の高校テニス部以来の後輩。松井の紹介で、大沢と破局まもない夜梨子と知り合う。その松井のたび重なる「妨害工作」をものともせず、夜梨子の新しい彼氏となる。
優（ゆう）
夜梨子の同級生。ボーイフレンドをとっかえひっかえしていて、14歳時点ですでに「百人切りの優」の異名をもつ。常に名前でしか呼ばれず、姓は不明。
安西（あんざい）
タレ目が特徴の夜梨子の同級生。東京出身者で、中学途中で聖K女学院に転入し、夜梨子たちと親友となる。優とは逆で姓でしか呼ばれず、名前は不明。
田名部 香子（たなべ かこ）
夜梨子の短大進学後の同級生。愛称はカコちゃん。短大へは外部入試で入学していて夜梨子の仲間うちでは一番理知的だが、物見高いところもある。実家は保育園のひなぎく園。女系家族。
美百合（みうり）
夜梨子と同い年の友達。同じピアノ教室に通う。涼と夜梨子の関係や美也と広瀬の関係と同じように、歯科医・南條と恋人関係にある。中学時代は頻繁に、高校進学後も3年の暮れごろまでは登場していたが、その後は作品からはフェードアウト。
南條（なんじょう）
歯科医。美百合の恋人。
渡辺（わたなべ）
涼と美也の大学の同級生。大学卒業までは他の同級生と同様によく登場した。大学卒業後は社会人1年目を除いてほとんど登場しなくなるが、唯一、彼のみ、美也と広瀬のデート現場の目撃情報を涼に伝える重要な役割で再登場した。
大滝（おおたき）
涼の大学の先輩で、涼の勤める建築事務所の同僚。わりとわがままな性格。独身。
桜沢（さくらざわ）
涼の同僚。当初、涼には好意を持っていたようで、美也の存在を知らなかった頃の大滝のとりなしで何度か涼とデートをしている。クサい芝居をする。好意を持った相手であれば不倫することも辞さないが、自分に不利な不倫であればイヤという少しわがままな性格。美也の存在がばれたあとは冷たくなる。
千尋（ちひろ）
まりをの彼氏。初登場時は学生だったが、のちに高校の数学教師となる。
咲子（さきこ）
夜梨子の姉。化粧品メーカーに勤務。夜梨子が短大1年のときに高校時代から10年越しの恋愛を実らせてゴールインしている。
三枝（さえぐさ）
咲子の夫。義妹にあたる夜梨子からは「三枝くん」と呼ばれている。

## 制作
「漫画を描くのが大好きで、描いていれば嬉しい」という西村は、大学では漫画好きな人たちと同人誌を制作していた。その延長の気持ちで小池一夫劇画村塾に入塾。塾の課題を提出したところ、それが『コミック劇画村塾』に掲載され、1か月の期間を経て、本作の連載開始となった。仲間と同人誌を制作していた際には10ページ程度であったため、連載では「毎月24ページ」と言われ、時間配分ができなかったという。
1986年、夜梨子がNTT中国総支社のキャンペーンキャラクターとして採用された。春夏秋冬で4種類のポスターが製作され、キャンペーンの一環としてテレホンカードが2度発売された。NTTの新聞広告にも夜梨子のイラストが掲載された。第25話「夜梨子フロム広島」が描かれたのもこのころである。

### 作品について
本作ではさまざまなキャラクターが制作されているが、「基本は「Boy meets Girl」」であり、「そこから全てが始まっている」というのが作品のテーマである。書評家三宅香帆は本作を1980年代の関西の豊かさを伝えるバブル世代少女漫画の金字塔と評している。
なお、文庫版あとがきでは書き下ろしコミックス第9巻の予定も述べられたものの、完全版で西村は「夜梨子たちは、携帯電話のない時代の子」であり、「もう時代感が現在とだいぶ違うので続きを描くことは難しい」と話している。
また、タイトルの意味は長らく秘密となっていて、西村自身がインタビューにおいて「詳細を最終回で明かす」と述べていたが、完全版第8巻のあとがきで明かされた。小池一夫からタイトルは「『ん？ なに？』って思ってもらえるのが大事」であり、「意味深な響き、雰囲気でつけること」と教わった西村は、「なんとなくだけど、感じがいいから『サードガール』」というタイトルにしている。西村は「だいたい本命のパートナーって3回目の恋くらいだろうと当たりを付け」たといい、タイトルの意味は大人になり経験値を上げ、「パートナーを見付けて付き合っていく」というような感じだと話している。

## 掲載誌・単行本化
当初の掲載誌であった劇画村塾は、第48話「クロース・イナフ」が掲載された1988年5月号をもって休刊。その後、第49話「キンダー・ガーデン」のみ「コミックHAL Vol.1」（1989年6月, スタジオシップ）に掲載され、続く第50話「不思議の街のピアス」（1991年10月）から第60話「STRAWBERRY SUPREME」（1994年4月）までは、季刊誌「コミック・コサージュ」（スタジオシップ）に掲載されたが、同誌も休刊。その後、新作は発表されていない。1990年には『サードガール イラスト集』を発売。
こうした度重なる連載中断により、単行本の掲載内容も時期によって差がある。スタジオシップから刊行された全8巻では『D-アウト』（「Prologue: D-アウト」と改題）および第1話から第58話まで収録されており、第59・60話は未収録となっている。また、第53話「TRAIN DANCE」と共にコサージュ1992年7月号に掲載された、サード・ガール番外編にあたるショートストーリー「まりをちゃんのこと」もコミックス未収録となっている。
1996年に小池書院から刊行された文庫版6巻では、第57話「ラブ・ストーリー」までの収録となっている。
2006年から2007年にかけて、小池書院から「サードガール 完全版」として全8巻が刊行された。この版では連載時のカラー表紙などに加え、上記各版で未収録であった第59話と第60話（第8巻）および番外編（第7巻）も収録され、既発表済みのストーリーについてはすべて単行本化されたことになる。また、完全版では表紙や背表紙からあとがき文章に至るまで、すべて中黒のない「サードガール」で表記が統一されている（コミック版あとがきの再掲載に関しては、中黒ありの「サード・ガール」表記が残っている）。
2013年8月13日に小池書院より発売された『西村しのぶイラスト集〜デビュー30周年記念〜』に、西村のほかの作品とともに本作のイラストが収録されている。2014年3月1日から3月14日まで、リブロ池袋本店のコミック売場にて開催された西村の原画展では、本作の未収録イラストなどが展示された。

## トピックス
- 登場人物の出身校は当初イニシャル表記で隠していたが、夜梨子の大学進学ごろからK大→神大、R学院→六甲学院と明らかになった。
- 夜梨子の自宅は神戸市灘区六甲町という設定になっている。涼と美也の暮らすマンションは神戸市中央区北野町にある設定で、名称は「北野ルイ・ハイツ」である。

## 夜梨子の生年設定の削除について
当作品においては、作品中の時間と初出掲載時の時間は常に一致しているのが特徴である。たとえば、1984年6月号での掲載分は1984年6月のストーリーであり、また、執筆時点での神戸の街がそのまま登場する（ただし、全編が過去の回想のストーリーだった第32話「ロマンス－1982」および、連作となった第36話「ア・リトル・オブ・ユーⅠ」から第39話「ア・リトル・オブ・ユーⅣ」のうちの第37話から第39話についてはこの限りではない）。
COMIC劇画村塾連載中は登場人物の年齢と時間経過はシンクロしていた（現実の時間で1年が経過すると、ストーリー上も1年経過し、同様に登場人物も1歳年齢を重ねており、ずれがない）が、その後の連載中断でブランクが発生したにもかかわらず、再開後は中断時の続きとなった。ところが、当作品における作品中の時間と初出掲載時の時間の一致の原則は守られたため、本来の設定年齢と作品中の時間の関係にずれが生じることになった。たとえば、短大生の夜梨子が和臣とハーバーランドでデートをするシーンがあるが、本来の設定である1970年生まれの場合、ストレート進学で短大生になっているのであれば、その時点ではハーバーランドはまだ建設途中であるので、このようなシーンはありえない。
このこともあり、単行本6巻までは夜梨子のプロフィールは1970年3月3日と記載されていたが、7巻以降（のちの文庫版、完全版も同様）は生年の設定が削除されている。

## 書誌情報
- 西村しのぶ『サード・ガール』スタジオ・シップ〈シップ・フレッシュ・コミックス〉、全7巻
  1. 1985年5月5日初版発行[24]、ISBN 4-88315-015-1
  2. 1986年1月10日初版発行[25]、ISBN 4-88315-016-X
  3. 1986年8月初版発行[26]、ISBN 4-88315-017-8
  4. 1987年1月15日初版発行[27]、ISBN 4-88315-018-6
  5. 1987年9月20日初版発行[28]、ISBN 4-88315-019-4
  6. 1988年5月20日初版発行[29]、ISBN 4-88315-020-8
  7. 1992年10月20日初版発行[30]、ISBN 4-88315-182-4
- 西村しのぶ『サード・ガール』小池書院〈道草文庫〉、全6巻
  1. 1996年8月初版発行[31]、ISBN 4-88315-725-3
  2. 1996年9月初版発行[32]、ISBN 4-88315-730-X
  3. 1996年10月初版発行[33]、ISBN 4-88315-736-9
  4. 1996年11月初版発行[34]、ISBN 4-88315-741-5
  5. 1996年12月初版発行[35]、ISBN 4-88315-746-6
  6. 1997年1月初版発行[36]、ISBN 4-88315-749-0
- 西村しのぶ『サードガール 完全版』小池書院〈キングシリーズ〉、全8巻
  1. 2006年12月初版発行[37]、ISBN 978-4-86225-093-3
  2. 2006年12月初版発行[38]、ISBN 978-4-86225-094-0
  3. 2007年2月初版発行[39]、ISBN 978-4-86225-102-2
  4. 2007年3月初版発行[40]、ISBN 978-4-86225-113-8
  5. 2007年4月初版発行[41]、ISBN 978-4-86225-114-5
  6. 2007年5月初版発行[42]、ISBN 978-4-86225-115-2
  7. 2007年6月初版発行[43]、ISBN 978-4-86225-116-9
  8. 2007年7月初版発行[44]、ISBN 978-4-86225-117-6

## アルバム
東芝EMIより『サードガールオリジナルアルバム』の名称で、レコード、CD、カセットの3形態で発売される。